# Doulougou
Doulougou là một tổng thuộc  tỉnh Bazéga  ở miền trung Burkina Faso. Thủ phủ là thị xã Doulougou. Theo điều tra dân số năm 1996, tổng này có tổng dân số 25.935 người..:

## Các thị xã và làng xã
• Thị xã Doulougou (thủ phủ)  • Bangléongo • Bélégré • Bingla • Borogo • Dabogtinga • Douré • Gana • Godin • Guidgrétinga • Guidissi • Kagamzincé • Kombous-Youngo • Lamzoudo • Nabdogo • Nabinskiema • Pibsé • Poédogo • Rakaye Mossi • Rakaye Yarcé • Sampogrétinga • Samsaongo • Sarana • Seloghin • Silemba • Sincéné • Soulli • Tampouri • Toébanéga • Toghin • Wanféré • Wattinoma • Widi • Yanga • Yougritenga • 